# Saint Hoax
Pour les articles homonymes, voir Hoax (homonymie).
 (décembre 2019).
Saint Hoax est le pseudonyme d'un artiste syrien qui se définit comme activiste sociopolitique. Cet homme est notamment connu pour avoir caricaturé des personnalités politiques, et avoir dépeint des personnages de l'univers de fiction Disney en leur faisant porter les stigmates physiques de contextes sociopolitiques.

## Contexte politique
Né au Moyen-Orient, il perçoit la région dans laquelle il a grandi comme étant ouverte aux arts, mais uniquement lorsque les artistes s'astreignent à éviter toute provocation. Il considère que sa plume lui permet d'aller au delà de ces contraintes, son pseudonyme constituant la clé de cette liberté. Son travail se concentre sur ce qu'il nomme la « culture poplitique », un terme qui définit les interactions réciproques entre les gens et la culture pop.

## Œuvre

### Philosophie
L'art de Saint Hoax se concentre principalement sur la déconstruction des standards liés aux genres. Sa perception du monde est celle où les stéréotypes de genres sont abolis, un univers où les gens font face aux réalités. L'artiste est connu pour avoir abordé des sujets de société très médiatisés tels que les violences domestiques (violences conjugales, violences parentales), les troubles du comportement alimentaire (anorexie), la cruauté envers les animaux.

### Technique
L'artiste utilise des personnages emblématiques ou symboliques, réels ou fictionnels, il les intègre dans le contexte de son époque. Ses œuvres comportent une touche de provocation assumée en direction d'un public réfractaire aux réalités de cette époque. Certaines de ses créations utilisent des photos de personnalités, parfois une représentation graphique, sur d'autres s'y produisent les personnages de mythes, parfois chargés de symboles religieux, sur d'autres encore on retrouve les sujets de l'univers de Walt Disney. D'autres enfin sont l'aboutissement d'un mixage de plusieurs de ces univers.

### Thèmes
Saint Hoax est notamment connu pour plusieurs compositions traitant de thèmes politiques ou sociétaux très médiatisés. Suivant les thèmes qu'il aborde il peut utiliser la notoriété de différents sujets : des personnalités politiques ou des personnages de fiction, parfois les deux dans une même composition. 

#### Sujets politiques

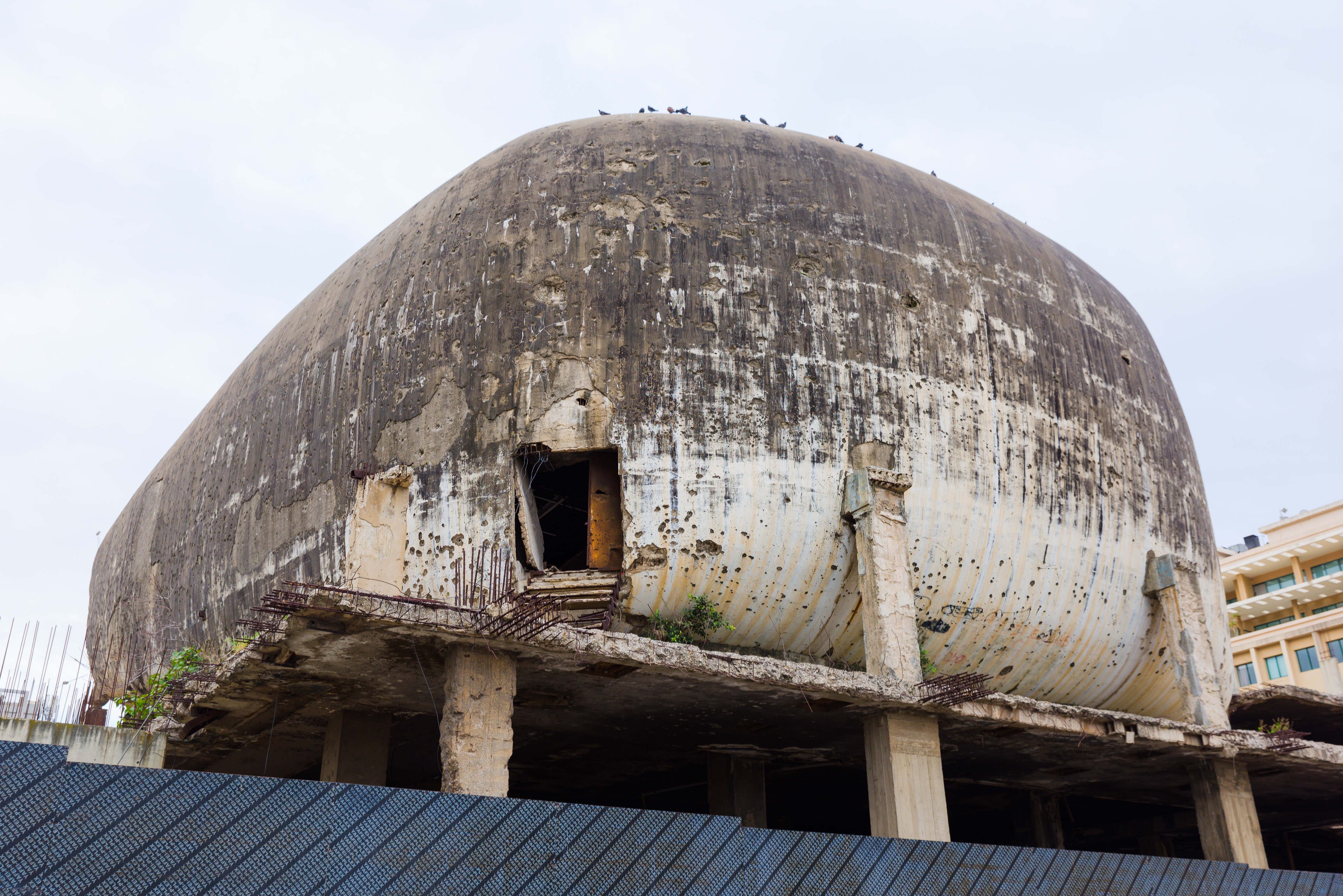
L'Œuf, à Beyrouth, où s'est tenue en 2018 l'exposition MonuMental de Saint Hoax.

Certaines  œuvres abordent des thèmes politiques via les personnalités qui s'y expriment. On y retrouve par exemple le Président Donald Trump qui s'exprime face à des micros multicolores en forme de phallus, ou Blanche-Neige embrassant Madonna. Une de ses créations reprend l'affiche WE Can Do It « On peut le faire ! » crée en 1943 par J. Howard Miller pour Westinghouse Electric, dans une campagne de remotivation des salariées. Sous le crayon de Saint Hoax l'affiche devient celle d'une femme aux cheveux détachés qui dit I Did It !.
Début 2014 la campagne War Drags You Out vaudra à Saint Hoax des menaces qui le conduiront à abandonner l'idée de dévoiler sa réelle identité. Ce projet représentait en drag queen plusieurs personnalités politiques et religieuses, tel que le roi Adballah d'Arabie Saoudite.

#### Sujets de fiction
Saint Hoax s'intéresse au thème des violences domestiques, qu'il traite dans la campagne Happy never after : il y reprend des personnages emblématiques de Walt Disney, tels qu'Ariel, Jasmine, Cendrillon, portant les stigmates de coups dont les sous-titres présument qu'ils ont été portés par leurs conjoints. Saint Hoax s'adresse aussi aux hommes battus par leurs compagnes, avec une œuvre où le personnage Hercule, blessé, mène l'artiste à demander « quand a-t-elle arrêté de vous traiter comme un héros ? N'ayez pas honte de demander de l'aide ».
Dans une autre campagne intitulée Princest Diaries l'artiste propose de s'intéresser aux enfants victimes d'inceste. Chaque image comporte le message « 46% des mineurs qui ont été violés ont été victimes de membres de leur famille ». Sur l'une d'elles on découvre la Belle au Bois Dormant embrassée de force par son père,,.
Avec la campagne The Royal Misfits l'auteur aborde le thème de l'anorexie. Les personnages de Disney sont alors présentés dans un état de maigreur avancé. À ce sujet Saint Hoax a tenu à inclure aussi des personnages masculins, tels le prince Eric et Hercule, pour expliquer que l'anorexie concerne aussi les garçons.